# Kawartha Speedway
Der Kawartha Speedway war eine Motorsport-Rennstrecke in Fraserville, Ontario. Die Strecke war ein asphaltiertes Oval mit einer Länge von 0,38 Meilen (0,61 km). Sie befindet sich im Innenbereich einer Pferderennbahn und besaß daher keine dauerhaften Tribünen. Für die Autorennen wurden auf der Pferderennbahn Tribünen aufgebaut.

## Geschichte
Die Pferderennbahn wurde 1972 angelegt. Der Bau der asphaltierten Rennstrecke erfolgte 1999. Nach einer zusätzlichen Asphaltierung des Infields wurde die Strecke auch für Kart-Events genutzt. Hinter dem Parkplatz der Strecke wurde zudem eine Strecke für Seifenkistenrennen angelegt.
2021 wurde bekanntgegeben, dass das Asphalt-Oval nicht zuletzt wegen mangelnder Auslastung abgerissen werden soll. 2022 wurde von der Kawartha Downs Events Organisation bekannt gegeben, dass man in Zukunft keine Automobil-Rundstreckenrennen mehr auf der Anlage abhalten und sich stattdessen lediglich auf Pferderennen konzentrieren würde.
Nach der Schließung der Strecke für den Rennbetrieb sind die meisten Serien auf den weniger als 10 km entfernten Peterborough Speedway abgewandert.

## Veranstaltungen
Ab 2004 trug die bereits seit 2001 auf dem Kurs gastierende CASCAR Super Series, ihr Saisonfinale auf dem Kawartha Speedway aus. In den Jahren 2004 und 2005 gewann Don Thomson Jr. den Titel. Das Saisonfinale 2006 war nicht nur das letzte Rennen der Saison, sondern auch das letzte jemals ausgetragene Rennen der CASCAR Super Series bei dem John Ryan Fitzpatrick den Fahrer-Gesamtwertungstitel gewann.
Von 2007 bis 2016 startete die Nachfolgeserie der Nascar Canadian Series bzw. Nascar Pinty Series einmal jährlich auf dem Kurs. Von 2004 bis 2014 sowie 2017 und 2018 fanden auch Veranstaltungen der OSCAAR-Serien auf dem Oval statt. Von 2007 bis 2009 sind zudem 3 Rennen der ACT Late Model Tour auf dem Kurs belegt.